# Prosegur

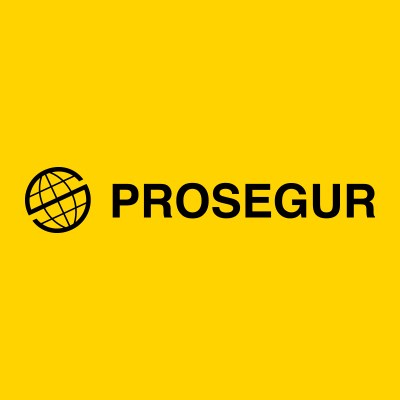
Logo Prosegur

Prosegur is een Spaans beveiligingsbedrijf opgericht in 1976 en met het hoofdkantoor in Madrid. Prosegur heeft een aanwezigheid in 25 landen. 
Het bedrijf biedt alle mogelijke beveiligingdiensten aan en heeft daartoe vier divisies: integrale beveiligingssystemen, waardetransport en -beveiliging, alarmsystemen en informatiebeveiliging. Middels deze diensten biedt het bedrijf ook andere diensten, als persoonsbeveiliging, evenementenbeveiliging, objectbeveiliging, brandbeveiliging en consultancydiensten.
Het bedrijf is in 2013 en 2017 in opspraak gekomen omdat het de mensrechten in Zuid-Amerika zou schenden. De Verenigde Naties heeft de Spaanse regering hierop aangesproken. 